# Camilla Mancini
Camilla Mancini (ur. 10 czerwca 1994 w Rzymie) – włoska florecistka, dwukrotna medalistka mistrzostw świata.
W 2010 roku zdobyła srebro w indywidualnej rywalizacji kadetek na mistrzostwach świata juniorów w Baku. W tej samej konkurencji zdobyła złoto na mistrzostwach świata juniorów w Jordanii w 2011 roku. Na rozgrywanych rok później mistrzostwach świata juniorów w Moskwie zdobyła złoto drużynowo i srebro indywidualnie. Na mistrzostwach świata juniorów w Poreču w 2013 roku zwyciężyła w obu konkurencjach. Ponadto na mistrzostwach świata juniorów w Płowdiwie w 2014 roku była trzecia drużynowo.
Podczas mistrzostw świata w Lipsku w 2017 roku Włoszki w składzie: Martina Batini, Arianna Errigo, Camilla Mancini i Alice Volpi zdobyły złoty medal w zawodach drużynowych. W tej samej konkurencji zdobyła srebrny medal na mistrzostwach świata w Wuxi w 2018 roku. Na obu tych imprezach zajmowała siódme miejsce w turniejach indywidualnych.
Zdobyła również złote medale drużynowo na mistrzostwach Europy w Tbilisi (2017) i mistrzostwach Europy w Nowym Sadzie (2018).
Nigdy nie wzięła udziału w igrzyskach olimpijskich.